# 台灣基進黨主席
台灣基進黨主席，中華民國政黨台灣基進創黨以來之歷任黨主席名單。現任黨主席是王興煥，於2023年1月17日就任。

## 歷任黨主席
|      |      |          |      |        |                                                          |               |            | |
| 任次 | 屆次 | 當選方式 | 肖像 | 姓名   | 任職期間                                                 | 任職期間      | 去職原因   | 備註 |
| 任次 | 屆次 | 當選方式 | 肖像 | 姓名   | 上任時間                                                 | 卸任時間      | 去職原因   | 備註 |
| 1    | 1    | 間接選舉 |      | 陳奕齊 | （基進側翼成立）2012年 （基進黨登記為政黨）2016年5月15日 | 2023年1月17日 | 任期屆滿。 | 建黨元老，首任主席，創黨主席，萊頓大學區域研究中心博士候選人、國立政治大學勞工研究所畢業，曾任台灣南社秘書長、組織（高雄與台南）《南之洛馱思》論壇。 |
| 2    | 2    | 間接選舉 |      | 王興煥 | 2023年1月17日                                            | 現任          |            | 巴黎第八大學哲學博士畢業。曾任台灣基進秘書長。 |

## 黨史紀錄
截至2023年1月為止，目前台灣基進黨主席達成的紀錄如下：
- 總計任期最長的黨主席為陳奕齊（2016年～2022年），前後共6年。